# Quo graviora (1833)

Wappen Gregors XVI.

Quo graviora  ist ein Breve von Papst Gregor XVI., mit dem er sich am 4. Oktober 1833 an die Bischöfe der Kirchenprovinz Rheinland wandte und den eigensinnigen Zustand in dieser Region bemängelte.
Zunächst bezeichnete Gregor XVI. den Ungehorsam gegenüber der päpstlichen Autorität als eine ernste Krankheit, die sich in der katholischen Kirche ausgebreitet habe. So nahm er diesen dann auch zum Anlass, darauf hinzuweisen, dass sein Vorgänger Pius VIII. in einem Brief vom Juni 1830 bereits die Rechte der Kirche angemahnt habe. Auf diesen Brief sei, jetzt nach Ablauf von drei Jahren, keine Antwort erfolgt, wie sie Pius VIII. gefordert habe.
Die Beanstandungen des Papstes richteten sich in erster Linie gegen den Priester Franz-Ludwig Mersy. Dieser hatte zusammen mit protestantischen Geistlichen das Badische Kirchenblatt herausgegeben und sich aktiv in die „Badische Revolution“ eingeschaltet.  In mehreren Artikeln trat er für innerkirchliche Reformen ein und verfasste kritische Memoranden. Besonderen Widerwillen erntete Mersy mit der Schrift Sind Reformen in der Katholischen Kirche notwendig (1833), die exemplarisch in diesem Breve erwähnt wurde.
Die Forderung des Papstes bestand darin, alle Geistlichen aus Offenburg zu einer öffentlichen Synode aufzufordern, in der unter Leitung des Erzbischofs von Freiburg die Reformfragen erörtert werden sollten. Gleichzeitig solle der Gehorsam zur kirchlichen Autorität demonstriert werden. Letztlich fasste der Papst seine Forderung in mehreren Aufzählung aus den kanonischen Gesetzen, Konzilspapieren von Trient und innerkirchliche Bestimmungen zusammen und erklärte, dass es die Aufgabe der Bischöfe und in letzter Instanz die Aufgabe des Heiligen Stuhles sei, Reformen einzuleiten, daher könne kein Laie diese Befugnis von sich aus fordern.